# 하워드 마크스
하워드 마크스(Howard Marks, 본명: 데니스 하워드 마크스, Dennis Howard Marks, 1945년 8월 13일 – 2016년 4월 10일)는 웨일스의 마약 밀수업자이자 세간의 이목을 끄는 법원 소송을 통해 국제 대마초 밀수업자로 악명을 얻은 작가였다. 전성기에 그는 30톤에 달하는 약물을 밀수입했다고 주장했으며 CIA, IRA, MI6, 마피아 등 다양한 그룹과 연결되어 있었다. 그는 결국 미국마약단속국(American Drug Enforcement Administration)에 의해 유죄판결을 받고 25년의 징역형을 선고받았다. 그는 7년의 복역을 마치고 1995년 4월에 석방되었다. 그는 최대 43개의 가명을 가지고 있었지만 유죄 판결을 받은 살인자 도널드 나이스로부터 여권을 구입한 후 "미스터 나이스"(Mr Nice)로 알려지게 되었다. 감옥에서 석방된 후 그는 베스트셀러 자서전 '미스터 나이스'를 출판하고 마약법 개정을 위해 공개적으로 캠페인을 벌였다.